# Stříbrný lysáček
Stříbrný lysáček je jedna z 56 krátkých detektivních povídek o Sherlocku Holmesovi, kterou napsal Sir Arthur Conan Doyle. Poprvé byla vydána v prosinci roku 1892 v časopisu The Strand Magazine pod názvem The Adventure of Silver Blaze . Je úvodní povídkou knižního souboru Vzpomínky na Sherlocka Holmese (anglicky The Memoirs of Sherlock Holmes). 
Sám Doyle příběh označil jako jednu ze svých 19 nejoblíbenějších holmesovských povídek (umístil ji na 13. místo), mezi čtenáři se v hlasování roku 1999 objevila na 4. místě. 
Řeší se zde zmizení závodního koně a brutální smrt jeho trenéra.

## Děj
Celá Anglie už několik dní žije ztracením závodního koně a favorita sázkařů jménem Stříbrný lysáček a vraždou jeho trenéra Johna Strakera. Sherlock Holmes se spolu s Watsonem vydají na požádání do stájí v King's Pyland v Dartmooru, aby případ prošetřili.
Když byl osudného večera kůň odveden do hlídané stáje, oslovil podkoního Huntera sázkař Fitzroy Simpson s dotazem ohledně Stříbrného lysáčka. Podkoního toto chování rozčílilo a rozhodl se na něj pustit psa, Simpsona už ovšem nezastihl. Rozhodl se o tom alespoň spravit trenéra Strakera. John Straker se ze strachu o koně vydal do stáje. Když se dlouho nevracel, vydala se ho manželka hledat, ve stáji ovšem našla jen drogou otupělého Huntera a prázdné stání po Stříbrném lysáčkovi. Na nedalekých blatech byla nalezena mrtvola Johna Strakera s řeznou ránou na stehnu a roztříštěnou lebkou, v rukou svírala nákrčník, jenž patřil Fitzroyi Simpsonovi a zakrvácený nožík. Inspektor Gregory, kterému byl případ svěřen, dal Simpsona okamžitě zatknout, ačkoliv existovalo několik nesrovnalostí. 
Při ohledání mrtvoly Watson konstatoval, že noži, jenž svíral Straker, se v chirurgii říká „zákalový“, protože je určen na nejjemnější operace, není to tedy příliš vhodná zbraň. Dále byl v kapse nalezen účet za drahé dámské šaty vystavený na jméno William Darbyshire, zápalky, oharek svíčky a další drobnosti.

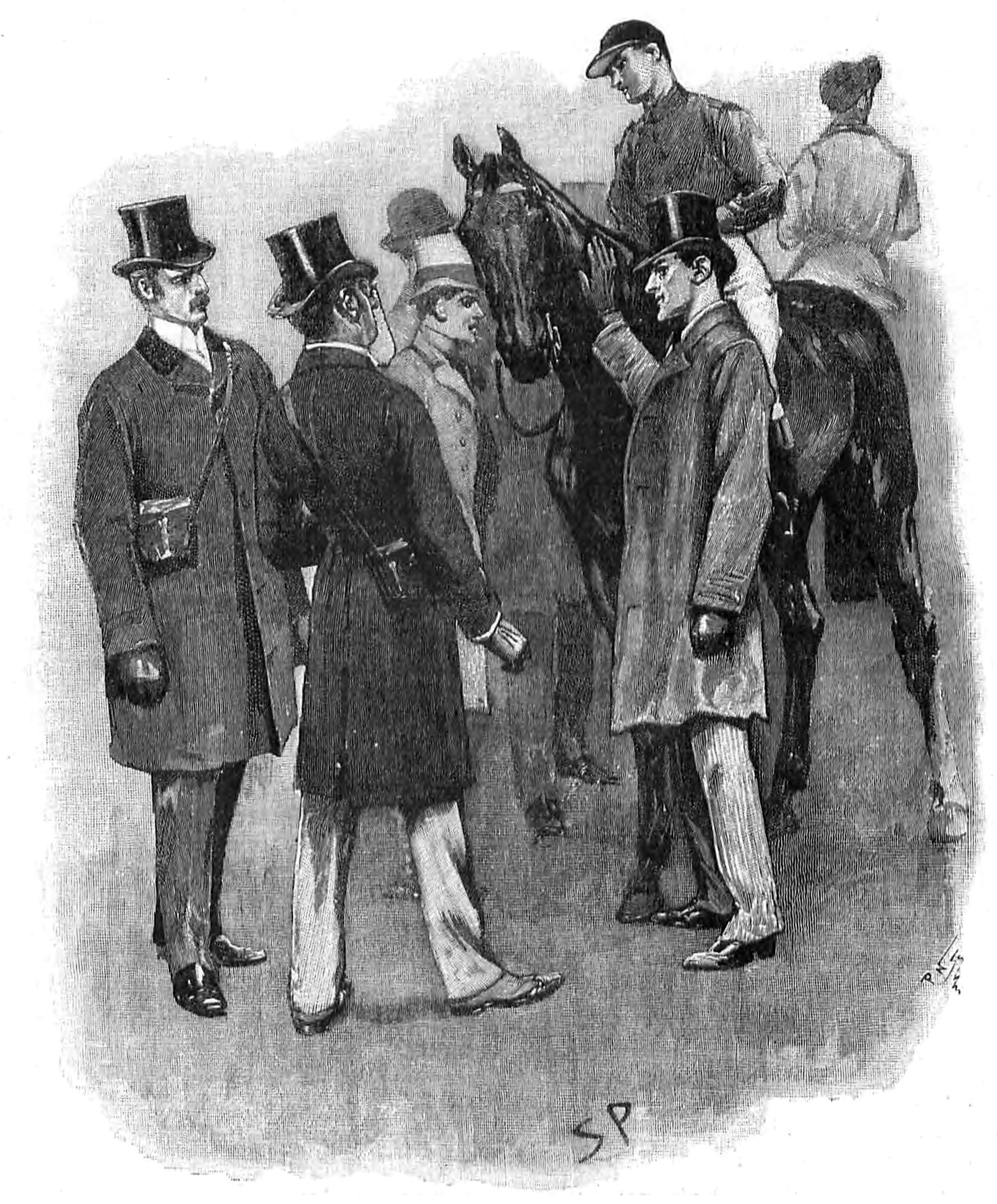
Holmes ukazuje plukovníku Rossovi obarveného Stříbrného lysáčka. (1892, Sidney Paget, The Strand Magazine)

Holmes doporučí majiteli koně plukovníku Rossovi, aby koně z nadcházejících dostihů neodhlašoval. Pak se vydá na blata a zanedlouho nalezne koňské stopy, které vedou do stáje v Capletonu, zde si pohovoří s místním trenérem Silasem Brownem. Holmes mu vylíčí události tak, jak se v onen večer staly – Brown viděl, jak se Stříbrný lysáček toulá po blatech a napadlo ho koně schovat u sebe ve stáji, alespoň než skončí dostih, aby se zbavil konkurence. Brown je přesností popisu vyděšen a souhlasí postupovat, jak Holmes káže. 
Před odjezdem do Londýna upozorní Holmes Inspektora Gregoryho na několik kulhajících ovcí a na zvláštní fakt, že v noci zmizení pes neštěkal (musel tedy pachatele dobře znát).
Za 4 dny se vydá Holmes s Watsonem do Winchesteru na dostihy o Wessexský pohár. Stříbrný lysáček se objeví na startu a vyhrává. Nemá ovšem svou typickou bílou lysinu, ta byla totiž Silasem Brownem překryta barvou a Holmes se rozhodl to tak ponechat, aby si vystřelil z nepříjemného plukovníka Rosse. Prozrazen je také vrah Johna Strakera, není jím nikdo jiný než Stříbrný lysáček.
John Straker v osudnou noc vyvedl koně ze stáje na blata, aby mu mohl nožíkem nepozorovaně naříznout šlachy a vyřadit ho tak ze závodů, v sázkách by pak mohl vyhrát značný obnos. Straker vydržoval dvě domácnosti a potřeboval nějak splatit účty vedené na jméno William Darbyshire. Simpsonův nákrčník našel náhodou cestou a napadlo ho, že by s ním snad mohl koni svázat nohy. Stříbrný lysáček se při zákroku splašil a usmrtil Strakera kopnutím do hlavy.

## V pop-kultuře
Chování psa inspirovalo název knihy Marka Haddona Podivný případ se psem, jehož hlavní hrdina je fanouškem Sherlocka Holmese.